# Judo na Letních olympijských hrách 1980 – muži – bez rozdílu hmotnosti
Zápasy v judu na XXII. Letních olympijských hrách v kategorii bez rozdílu vah proběhly v Moskvě, 2. srpna 1980.

## Finále
| Finále         |                |
| -------------- | -------------- |
| Dietmar Lorenz | Dietmar Lorenz |
| Angelo Parisi  | Dietmar Lorenz |

## Opravy / O bronz
Do oprav se dostali judisté, kteří během turnaje prohráli svůj zápas s jedním ze dvou finalistů.
| opravy    | opravy                | o bronz               |               |
| --------- | --------------------- | --------------------- | ------------- |
| volný los | Pavel Drăgoi          | Dambadžavyn Cend-Ajúš | Arthur Mapp   |
| volný los | Pavel Drăgoi          | Dambadžavyn Cend-Ajúš | Arthur Mapp   |
|           | Dambadžavyn Cend-Ajúš | Dambadžavyn Cend-Ajúš | Arthur Mapp   |
|           |                       | Arthur Mapp           | Arthur Mapp   |
| volný los | Radomir Kovačević     | András Ozsvár         | András Ozsvár |
| volný los | Radomir Kovačević     | András Ozsvár         | András Ozsvár |
|           | András Ozsvár         | András Ozsvár         | András Ozsvár |
|           |                       | Sergej Novikov        | András Ozsvár |

## Pavouk
|   | 1/32            | 1/16                  | čtvrtfinále           | semifinále     | finále         |
| - | --------------- | --------------------- | --------------------- | -------------- | -------------- |
| A | Jaakko Saari    | Wálter Carmona        | Dimitar Zaprjanov     | Arthur Mapp    | Dietmar Lorenz |
| A | Wálter Carmona  | Wálter Carmona        | Dimitar Zaprjanov     | Arthur Mapp    | Dietmar Lorenz |
| A | volný los       | Dimitar Zaprjanov     | Dimitar Zaprjanov     | Arthur Mapp    | Dietmar Lorenz |
| A | volný los       | Dimitar Zaprjanov     | Dimitar Zaprjanov     | Arthur Mapp    | Dietmar Lorenz |
| A | Peter Adelaar   | Arthur Mapp           | Arthur Mapp           | Arthur Mapp    | Dietmar Lorenz |
| A | Arthur Mapp     | Arthur Mapp           | Arthur Mapp           | Arthur Mapp    | Dietmar Lorenz |
| A | volný los       | John de Wet           | Arthur Mapp           | Arthur Mapp    | Dietmar Lorenz |
| A | volný los       | John de Wet           | Arthur Mapp           | Arthur Mapp    | Dietmar Lorenz |
| B | Jean Zinniker   | Pavel Drăgoi          | Dietmar Lorenz        | Dietmar Lorenz | Dietmar Lorenz |
| B | Pavel Drăgoi    | Pavel Drăgoi          | Dietmar Lorenz        | Dietmar Lorenz | Dietmar Lorenz |
| B | volný los       | Dietmar Lorenz        | Dietmar Lorenz        | Dietmar Lorenz | Dietmar Lorenz |
| B | volný los       | Dietmar Lorenz        | Dietmar Lorenz        | Dietmar Lorenz | Dietmar Lorenz |
| B | volný los       | Dambadžavyn Cend-Ajúš | Dambadžavyn Cend-Ajúš | Dietmar Lorenz | Dietmar Lorenz |
| B | volný los       | Dambadžavyn Cend-Ajúš | Dambadžavyn Cend-Ajúš | Dietmar Lorenz | Dietmar Lorenz |
| B | volný los       | Abdoulaye Kote        | Dambadžavyn Cend-Ajúš | Dietmar Lorenz | Dietmar Lorenz |
| B | volný los       | Abdoulaye Kote        | Dambadžavyn Cend-Ajúš | Dietmar Lorenz | Dietmar Lorenz |
| C | Sergej Novikov  | Sergej Novikov        | Sergej Novikov        | Sergej Novikov | Angelo Parisi  |
| C | Kim Mjong-kju   | Sergej Novikov        | Sergej Novikov        | Sergej Novikov | Angelo Parisi  |
| C | volný los       | Ulf Ekberg            | Sergej Novikov        | Sergej Novikov | Angelo Parisi  |
| C | volný los       | Ulf Ekberg            | Sergej Novikov        | Sergej Novikov | Angelo Parisi  |
| C | volný los       | Franz Berger          | Franz Berger          | Sergej Novikov | Angelo Parisi  |
| C | volný los       | Franz Berger          | Franz Berger          | Sergej Novikov | Angelo Parisi  |
| C | volný los       | Said Achtar           | Franz Berger          | Sergej Novikov | Angelo Parisi  |
| C | volný los       | Said Achtar           | Franz Berger          | Sergej Novikov | Angelo Parisi  |
| D | Wojciech Reszko | András Ozsvár         | András Ozsvár         | Angelo Parisi  | Angelo Parisi  |
| D | András Ozsvár   | András Ozsvár         | András Ozsvár         | Angelo Parisi  | Angelo Parisi  |
| D | volný los       | Robert Van de Walle   | András Ozsvár         | Angelo Parisi  | Angelo Parisi  |
| D | volný los       | Robert Van de Walle   | András Ozsvár         | Angelo Parisi  | Angelo Parisi  |
| D | volný los       | Angelo Parisi         | Angelo Parisi         | Angelo Parisi  | Angelo Parisi  |
| D | volný los       | Angelo Parisi         | Angelo Parisi         | Angelo Parisi  | Angelo Parisi  |
| D | volný los       | Radomir Kovačević     | Angelo Parisi         | Angelo Parisi  | Angelo Parisi  |
| D | volný los       | Radomir Kovačević     | Angelo Parisi         | Angelo Parisi  | Angelo Parisi  |